# 뵈르스후세트

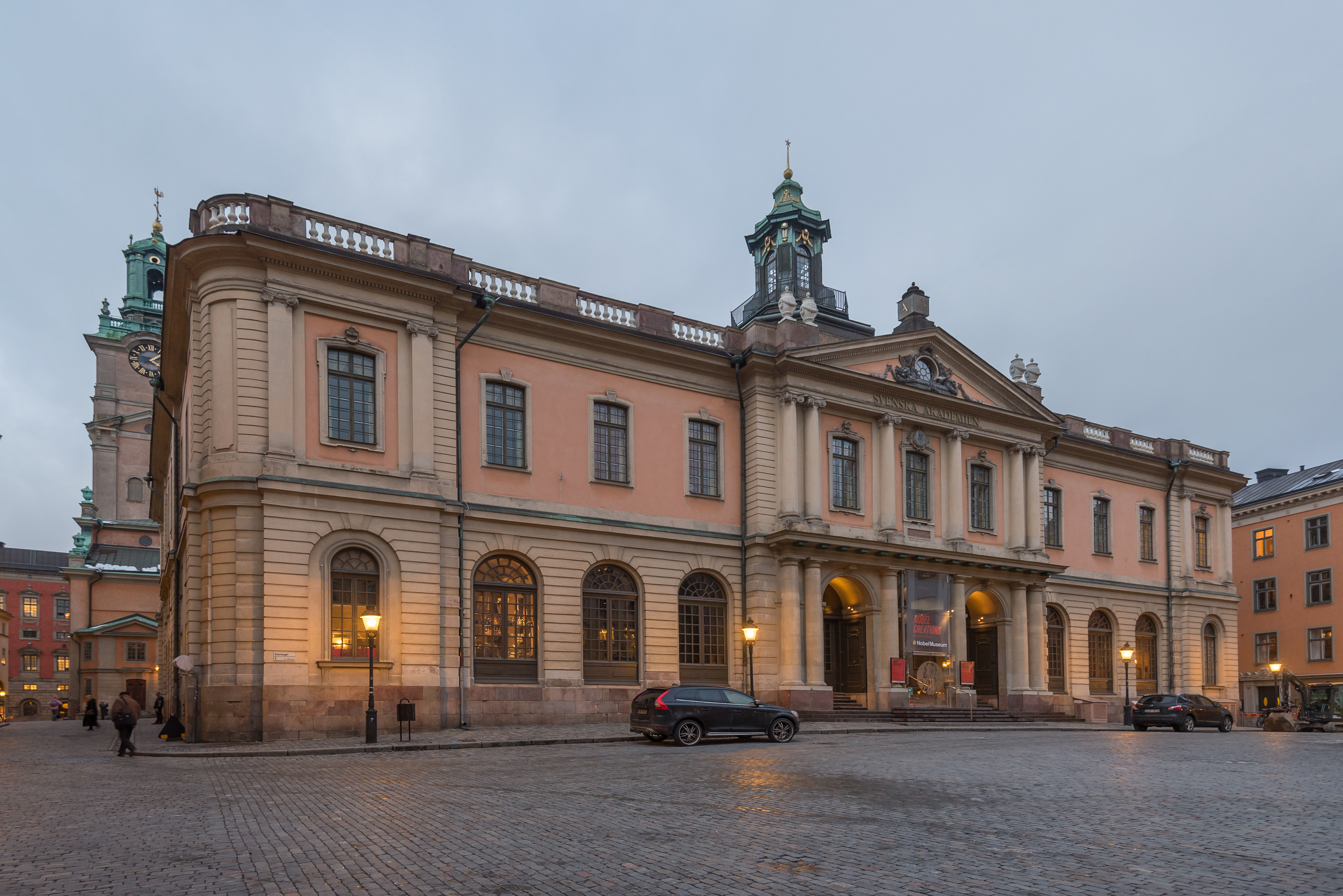
뵈르스후세트

뵈르스후세트(스웨덴어: Börshuset)는 스웨덴 스톡홀름에 있는 건물이다. 이 건물은 원래 에리크 팔름스테트의 건축 도면을 바탕으로 1773년에서 1778년 사이에 스톡홀름 증권거래소를 위해 건립된 건물이다. 증권거래소는 1998년에 건물 밖으로 완전히 이전했다. 이 건물은 스웨덴 스톡홀름 중심부의 감라스탄의 스토르토르에트 북쪽에 위치하고 있으며 시의회 소유다. 1914년부터 이 건물은 스웨덴 아카데미의 본거지로 사용되었으며, 노벨 문학상 수상자를 선정하고 발표하는 등의 회의를 위해 이 건물을 사용하고 있다. 건물에는 노벨 박물관과 노벨 도서관도 있다.